# Trigonella
Trigonella là một chi thực vật trong họ Fabaceae..

## Các loài
Chi Trigonella hiện có 37 loài:
- Trigonella anguina Delile
- Trigonella arabica Delile
- Trigonella balansae Boiss. & Reut.
- Trigonella berythea Boiss. & Blanche
- Trigonella bicolor (Boiss. & Balansa) Lassen
- Trigonella caerulea (L.) Ser., blue fenugreek
- Trigonella calliceras Fisch. ex M. Bieb.
- Trigonella coelesyriaca Boiss.
- Trigonella coerulescens (M. Bieb.) Hal.
- Trigonella corniculata (L.) L., cultivated fenugreek
- Trigonella cretica (L.) Boiss.
- Trigonella cylindracea Desv.
- Trigonella elliptica Boiss.
- Trigonella emodi Benth.
- Trigonella foenum-graecum L., sicklefruit fenugreek
- Trigonella geminiflora Bunge
- Trigonella glabra Thunb.
- Trigonella gladiata Steven ex M. Bieb.
- Trigonella gracilis Benth.
- Trigonella grandiflora Bunge
- Trigonella hierosolymitana Boiss., branched fenugreek
- Trigonella kotschyi Boiss.
- Trigonella laxiflora Aitch. & Baker
- Trigonella macrorrhyncha Boiss.
- Trigonella maritima Delile ex Poir.
- Trigonella mesopotamica Hub.-Mor.
- Trigonella occulta Ser.
- Trigonella procumbens (Besser) Rchb., trailing fenugreek
- Trigonella rechingeri Širj.
- Trigonella schlumbergeri Boiss.
- Trigonella spicata Sm.
- Trigonella spinosa L.
- Trigonella spruneriana Boiss.
- Trigonella stellata Forssk.
- Trigonella suavissima Lindl.
- Trigonella velutina Boiss.
- Trigonella verae Širj.

## Hình ảnh

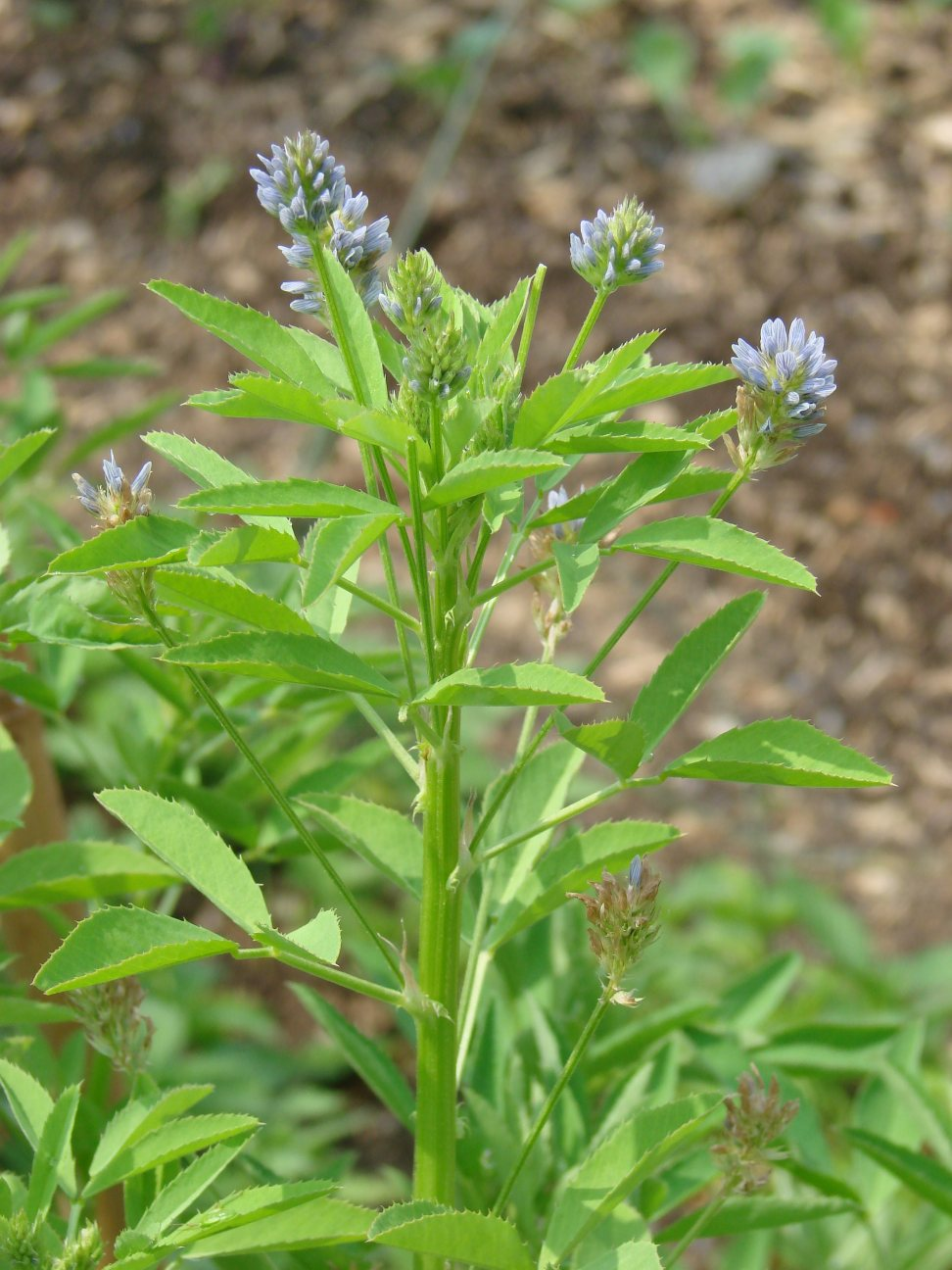
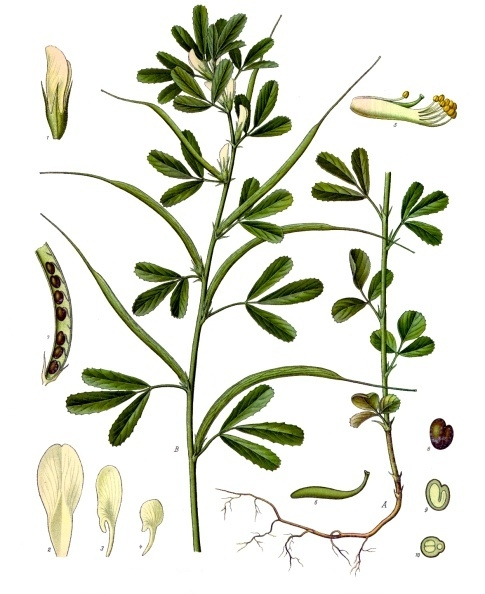
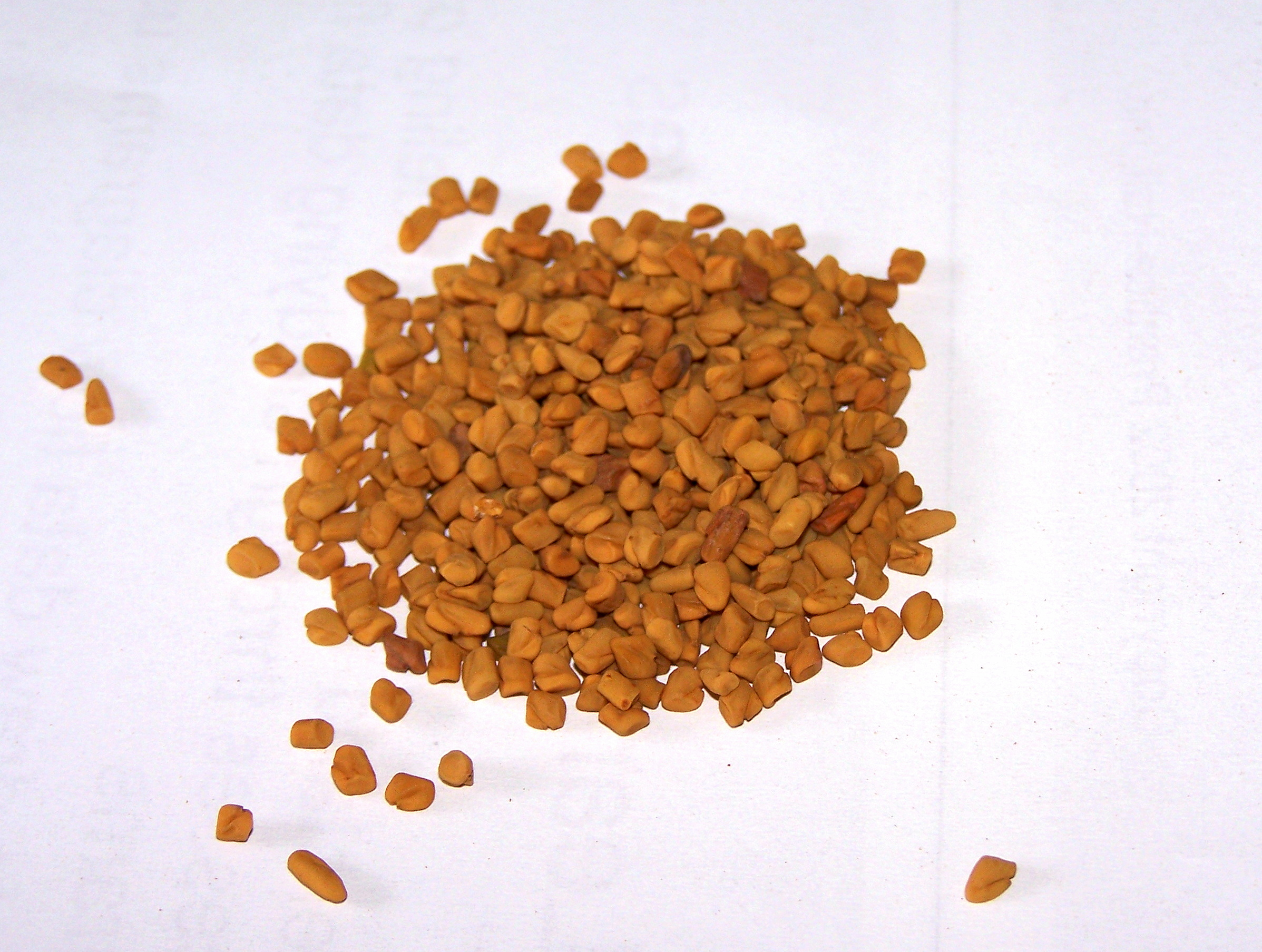
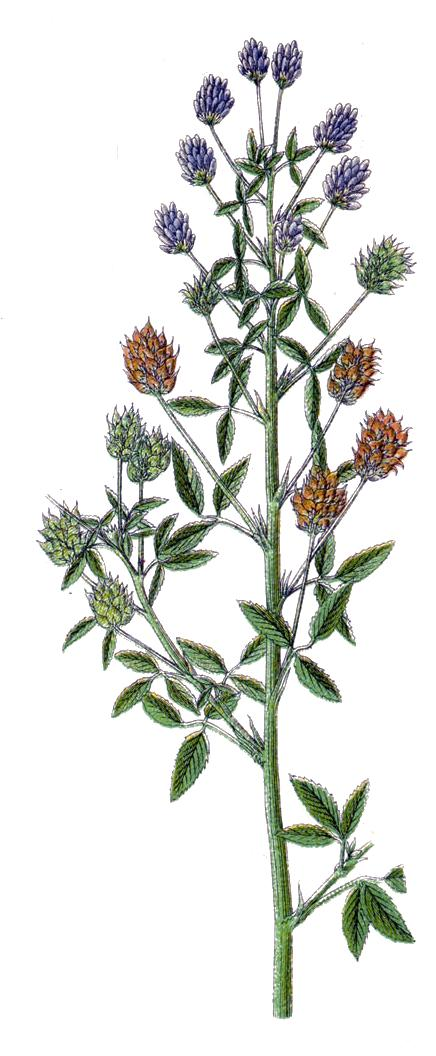